# Still Got the Blues
| 전문가 평가 | 전문가 평가 |
| 평가 점수   | 평가 점수   |
| 출처        | 점수        |
| ----------- | ----------- |
| Allmusic    | [ 1 ]       |

《Still Got the Blues》는 1990년 3월 26일에 발매된 북아일랜드의 기타리스트 게리 무어의 여덟 번째 솔로 스튜디오 음반이다. 이것은 이 음반 이전에 스키드 로, 신 리지, G-Force, 그렉 레이크, 그리고 그의 광범위한 솔로 활동 동안 록과 하드 록 음악과 콜로세움 II와의 재즈 퓨전 작품으로 널리 알려진 무어에게 상당한 스타일의 변화를 주었다. 제목에서 알 수 있듯이, 《Still Got the Blues》는 그가 일렉트릭 블루스 스타일로 파고드는 것을 보았다.

## 배경
이 음반에는 알버트 킹, 알버트 콜린스, 조지 해리슨의 게스트 기고가 담겨 있다.
타이틀곡은 싱글로 발매되어 1991년 2월 16일, 빌보드 핫 100에서 97위에 올랐다. 현재까지, 이 곡은 무어가 빌보드 핫 100에서 차트를 기록한 유일한 싱글이다.
이 음반은 1991년 2월 16일 빌보드 200에서 83위에 올랐으며, 1995년 11월 미국 음반 산업 협회로부터 골드 인증을 받았다. 이 음반은 미국의 게리 무어의 판매와 차트 순위 모두에서 가장 성공적인 음반이었다.

## 곡 목록
| #  | 제목                              | 작사·작곡      | 재생 시간 |
| -- | --------------------------------- | -------------- | --------- |
| 1. | 〈Moving On〉                     | 게리 무어      | 2:39      |
| 2. | 〈Oh Pretty Woman〉               | A. C. 윌리엄스 | 4:25      |
| 3. | 〈Walking By Myself〉             | 지미 로저스    | 2:56      |
| 4. | 〈Still Got the Blues (For You)〉 | 무어           | 6:12      |
| 5. | 〈Texas Strut〉                   | 무어           | 4:51      |

| #  | 제목                           | 작사·작곡                                      | 재생 시간 |
| -- | ------------------------------ | ---------------------------------------------- | --------- |
| 1. | 〈Too Tired〉                  | 조니 "기타" 왓슨, 맥스웰 데이비스, 사울 비하리 | 2:51      |
| 2. | 〈King of the Blues〉          | 무어                                           | 4:36      |
| 3. | 〈As the Years Go Passing By〉 | 돈 로비                                        | 7:46      |
| 4. | 〈Midnight Blues〉             | 무어                                           | 4:58      |

## 인증
| 국가                       | 인증        | 판매량/출하량 |
| -------------------------- | ----------- | ------------- |
| 오스트레일리아 (ARIA)      | 플래티넘    | 70,000^       |
| 핀란드 (Musiikkituottajat) | 골드        | 25,000        |
| 독일 (BVMI)                | 골드        | 250,000^      |
| 일본                       | —           | 112,500       |
| 네덜란드 (NVPI)            | 플래티넘    | 100,000^      |
| 뉴질랜드 (RMNZ)            | 2× 플래티넘 | 30,000^       |
| 스페인 (PROMUSICAE)        | 골드        | 50,000^       |
| 스웨덴 (GLF)               | 2× 플래티넘 | 200,000^      |
| 스위스 (IFPI 스위스)       | 플래티넘    | 50,000^       |
| 영국 (BPI)                 | 플래티넘    | 300,000^      |
| 미국 (RIAA)                | 골드        | 500,000^      |
| ^출하량을 기반으로 한 인증 |             |               |